# Cerodontha adunca
Cerodontha adunca är en tvåvingeart som beskrevs av Stéphanie Boucher 2002. Cerodontha adunca ingår i släktet Cerodontha och familjen minerarflugor. Inga underarter finns listade i Catalogue of Life.